# 3rd Marine Division
La 3rd Marine Division è una divisione di fanteria dello United States Marine Corps. Il quartier generale è situato presso Camp Courtney, Okinawa, Giappone.

## Organizzazione
- Division Headquarters
- Headquarters Battalion
  -  Jungle Warfare Training Center, Camp Gonsalves, Okinawa
- 3rd Reconnaissance Battalion
  - Headquarters Company
  - Reconnaissance Company A
  - Reconnaissance Company B
  - Reconnaissance Company C
  - Force Reconnaissance Company D
- Combat Assault Battalion, Camp Schwab, Okinawa, Giappone
  - Headquarters and Services Company
  - Combat Engineer Company
  - Light Armored Reconnaissance Company - Equipaggiato con 14 LAV-25, 1 LAV-C2, 1 LAV-R, 3 LAV-L, 4 LAV-AT, 2 LAV-M
  - Assault Amphibian Vehicle Company - Equipaggiato con 43 AAV-P7A1, 1 AAV-R7A1, 2 AAV-C7A1
- 3rd Marine Littoral Regiment
  - Headquarters Battalion
  -  1st Battalion/3rd Marines
  -  2nd Battalion/3rd Marines
  -  3rd Battalion/3rd Marines
- 4th Marine Regiment
  - Headquarters Battalion
  -  1st Battalion/4th Marines, aggregato al 1st Marine Regiment, 1st Marine Division
  -  2nd Battalion/4th Marines, aggregato al 5th Marine Regiment, 1st Marine Division
  -  3rd Battalion/4th Marines, aggregato al 7th Marine Regiment, 1st Marine Division
- 12th Marine Littoral Regiment
  - Headquarters Battery
  -  1st Battalion/12th Marines - Equipaggiato con 18 obici M777A2 da 155mm
  -  3rd Battalion/12th Marines - Equipaggiato con 18 obici M777A2 da 155mm